# Kenneth Tigar
Kenneth Tigar (Chelsea (Massachusetts), 24 september 1942) is een Amerikaanse acteur, vertaler en filmregisseur.

## Biografie
Tigar heeft zijn opleiding genoten aan de Harvard-universiteit in Cambridge (Massachusetts), en heeft een Bachelor of Arts en Doctor of Philosophy in Duitse literatuur gehaald. Hierna heeft hij nog een jaar doorgebracht op de Universiteit van Göttingen in Göttingen als Fulbright-programma-student.
In zijn tijd in Europa heeft hij in Wenen deelgenomen aan het gezelschap Die Komödianten. Tigar heeft ook Duitse dramaverhalen vertaald van Frank Wedekind, Bertolt Brecht en Georg Büchner en deze zijn voorgedragen in de VS.
Tigar heeft acteerlessen en lessen voor filmregisseur gevolgd op de Universiteit van Connecticut in Storrs.
Tigar begon in 1975 met acteren voor tv in de film The Happy Hooker. Hierna heeft hij nog meer dan 150 rollen gespeeld in televisieseries en films zoals Man from Atlantis (1977), Barney Miller (1976-1981), Dallas (1987), Dynasty (1988-1989), Growing Pains (1987-1989) en L.A. Heat (1999).

## Filmografie

### Films
Selectie:
- 2017 The Post - als Griswold
- 2012 The Avengers - als oude Duitse man
- 1997 Conspiracy Theory – als advocaat
- 1996 Primal Fear – als Weil
- 1995 Jade – als gemeenteman
- 1993 Snapdragon – als kapitein
- 1992 Lethal Weapon 3 – als Becker
- 1989 Lethal Weapon 2 – als Becker
- 1988 Phantasm II – als Meyers
- 1985 Dirty Work – als Martin Halmos
- 1985 Just One of the Guys – als Mr. Raymaker

### Televisieseries
Uitgezonderd eenmalige gastrollen.
- 2020 - 2023 Hunters - als Heinz Richter - 3 afl.
- 2021 Dopesick - als Arthur Sackler - 2 afl.
- 2016 - 2019 The Man in the High Castle - als Heinrich Himmler - 15 afl.
- 2013 - 2018 House of Cards - als Walter Doyle - 6 afl.
- 2016 Feed the Beast - als dokter - 3 afl.
- 2013 - 2014 Alpha House - als senator Paul Mower - 5 afl.
- 2012 - 2013 The Good Wife - als rechter James Chase - 3 afl.
- 2008 – 2009 Fringe – als Warden Johan Lennox – 2 afl.
- 2000 – 2001 Family Law – als rechter Mitch Dupler – 2 afl.
- 1999 L.A. Heat – als kapitein Jensen – 43 afl.
- 1998 ER – als dr. Keinholz – 2 afl.
- 1987 – 1989 Growing Pains – als Sid Sidlevich – 6 afl.
- 1988 – 1989 Dynasty – als Fritz Heath – 5 afl.
- 1987 Dallas – als Dr. Gordon – 4 afl.
- 1983 – 1986 Hill Street Blues – als Randolph Scripps – 2 afl.
- 1985 Simon & Simon – als Larry Trowbridge – 2 afl.
- 1977 Man from Atlantis – als dr. Miller Simon – 3 afl.

- Biblioteca Nacional de España: XX1265726
- Bibliothèque nationale de France: cb142332390 (data)
- International Standard Name Identifier: 0000 0000 5934 9013
- Library of Congress Control Number: no90009411
- Virtual International Authority File: 17434589
- WorldCat: E39PBJwddQXTgwbD47Bhg7QjG3